# Mattli Conrad
Matthias „Mattli“ Conrad oder Conradi (* 15. Januar 1745 in Andeer; † 26. Dezember 1832 ebenda) war ein Schweizer reformierter Pfarrer, Romanist und Rätoromanist.

## Leben
Am 15. Januar des Jahres 1745 wurde Matthias Conrad in Andeer im schweizerischen Kanton Graubünden als Sohn des Frederic Conrad und der Duscha Cantieni geboren. Unterrichtet wurde er durch seinen gleichnamigen Onkel, der auch Pfarrer war. Von 1764 bis 1766 studierte er am Collegium Carolinum in Zürich. Im Jahr 1766 nahm man ihn in die evangelisch-rätische Synode auf.
Schon im nächsten Jahr wurde Conrad Prädikant in Andeer, nachdem sein Onkel verstorben war. Wegen seiner liberalen Einstellung wurde er 1799 nach der Besatzung Graubündens durch Österreich als Geisel genommen. Zusammen mit 80 anderen Geiseln wurde er nach Innsbruck gebracht und danach nach Graz.
Die meisten Geiseln wurden erst 1801 freigelassen, so auch Conrad. Inzwischen hatte die Gemeinde in Andeer schon einen neuen Pfarrer gefunden, so dass Conrad nach Serneus ging, um dort als Pfarrer tätig zu sein. 1803 wechselte er zu den Gemeinden Mathon und Wergenstein. Im nächsten Jahr wurde die Stelle in Andeer wieder frei, welche er sofort übernahm und bis zum Jahr 1828 behielt. Seinen Ruhestand verbrachte er in seinem Heimatort Andeer, wo er am 26. Dezember 1832 starb.
Seit seiner Zeit als Deportierter befasste er sich auf Anregung von Anton Friedrich Büsching und Wilhelm von Humboldt mit rätoromanischer Philologie, Grammatik und Lexikographie. Besondere Bedeutung haben seine rätoromanischen Lieder und Gedichte, die für die Sprachentwicklung im Schams sehr wichtig wurden. Seine deutsch-romanische Grammatik war eine der ersten ihrer Art.

## Werke (Auswahl)
- Poetischer Versuch über eine Allegorie vor dem freundschaftlichen Streit etlicher Tugenden (Chur 1778)
- Extract de la Historia da la vit’ a character da Nies Senger Jesu Christi, par uffonts en las Scolas. Sco er ccanzun sur da Quella madem’ historia (Coira 1783)
- Ils principals spruchs da la biblia (Coira 1804)
- Cudesch da devotiun: Quei eiu da christianeivlas uratiuns salideivlas consideratiuns a bagieivlas spiritualas Canzuns tier Diever da minchia Gi, ei seig ner da Damauns ner da Seras; da Festas a Firaus, sco er par Malsauns, a Morbunds (Bregenz 1809)
- Anchinas fablas ad historias messas en poesia romanscha per part or da divers cudischs velgs a novs, par part er inventadas dilg tranl (Coira 1816)
- Praktische Deutsch-Romanische Grammatik. Die erste dieser alt rhätischen und im Graubünden meist noch üblichen romanischen Sprache, Zürich 1820
- Taschenwörterbuch der Romanisch-Deutschen Sprache, Zürich 1823
- Taschenwörterbuch der Romanisch-Deutschen Sprache. Dictionar, lexicon da tasca dilg linguaig romansch-tudesc, Zürich 1825
- Taschenwörterbuch der Deutsch-Romanischen Sprache, Zürich 1828